# Canadian National Vimy Memorial
Das Canadian National Vimy Memorial ist eine Gedenkstätte in Frankreich, die den im Ersten Weltkrieg Gefallenen des Canadian Expeditionary Force gewidmet ist. Es dient auch dem ehrenden Andenken für die kanadischen Soldaten des Ersten Weltkrieges, die getötet oder vermisst sind und keine Grabstätte haben. Das Denkmal liegt in einem 100 Hektar großen, vergleichsweise gut erhaltenen Teil des Schlachtfeldes, über das die Kanadier ihren Angriff während der „Battle of Vimy Ridge“ im Rahmen der Schlacht von Arras führten.
Die Schlacht von Vimy Ridge war die erste Gelegenheit, bei der alle vier Divisionen des Canadian Expeditionary Force als eine zusammenhängende Einheit an einer Schlacht teilnahmen. Dieser Einsatz wurde ein nationales kanadisches Symbol für eine aufopfernde nationale Großtat. Frankreich trat das Gebiet auf dem Vimy Hügel an Kanada unter der Bedingung unbefristet ab, dass Kanada ein Freilandmuseum des Schlachtfeldes und ein Denkmal errichtet. Kriegszeitliche Tunnel, Schützengräben, Explosionskrater und nicht explodierte Munition durchziehen das Gebiet, das in weiten Teilen aus Sicherheitsgründen nicht betreten werden darf. Um die konservierten Schützengrabenlinen befinden sich mehrere andere Denkmäler und Friedhöfe, die in das Freilandmuseum integriert sind.
Das zentrale Denkmal beschäftigte seinen künstlerischen Schöpfer, den Bildhauer Walter Seymour Allward (1876–1955) elf Jahre. Der britische König Eduard VIII. enthüllte es am 26. Juli 1936 in Anwesenheit des französischen Präsidenten Albert Lebrun und über 50.000 Gästen, davon 6.200 Besucher aus Kanada. Nach einer langjährigen Renovierung weihte Königin Elisabeth II. das Monument am 9. April 2007 anlässlich einer Zeremonie zur Erinnerung an den 90. Jahrestag der Schlacht wieder ein. Die Anlage wird von „Veterans Affairs Canada“ unterhalten, dem kanadischen Ministerium für Kriegsveteranen.
Das Vimy Memorial ist eines von lediglich zwei Einträgen in der Denkmalliste von Kanada, die außerhalb von Kanada liegen. Das zweite ist das thematisch verwandte Beaumont-Hamel Newfoundland Memorial für die Opfer von Neufundland, das zur Zeit des Ersten Weltkrieges noch ein von Kanada unabhängiges Dominion war.

## Hintergrund

### Topographie
Vimy Ridge (frz.: Crête de Vimy) ist ein Höhenrücken bzw. ein Bergkamm acht Kilometer nordöstlich von Arras, der von einer allmählich ansteigenden Schichtstufe am Westrand der Ebene von Douai gebildet wird. Die Schichtstufe steigt auf ihrer Westseite (Stufenfläche) allmählich an und fällt auf ihrer Ostseite (Stirnseite) schneller ab. Die Schichtstufe ist annähernd sieben Kilometer lang, am engsten Punkt 700 Meter breit und erreicht eine Höhe von 145 Meter ü. M. bzw. 60 Meter über der Douai Ebene, sie ermöglicht eine ungestörte Weitsicht in alle Richtungen.

### Konflikte vor der Schlacht von Arras 1917
Der Bergkamm geriet im Oktober 1914 unter deutsche Kontrolle, als während des Wettlaufes zum Meer die alliierten und deutschen Truppen sich im nordöstlichen Frankreich gegenseitig zu überflanken versuchten. Die französische Zehnte Armee griff im Mai 1915 während der Lorettoschlacht die deutsche Positionen am Vimy Höhenrücken und die St. Loretto Höhe bei Ablain-Saint-Nazaire an. Während dieses Angriffes gelang es der französischen Ersten Marokkanischen Division kurzzeitig, den Höhenrücken an der Stelle einzunehmen, wo heute das Vimy Memorial steht, aber sie konnten ihn mangels Verstärkung nicht halten. Die Franzosen machten einen weiteren Versuch während der Herbstschlacht bei La Bassée und Arras im September 1915, aber sie konnten den Kamm wiederum nicht erobern und mussten hohe Verluste von annähernd 150.000 Mann hinnehmen.
Im Februar 1916 löste das britische XVII Corps die französische Zehnte Armee in diesem Sektor ab. Am 21. Mai 1916 griff die deutsche Infanterie die britischen Linien auf einer Breite von 1.800 Meter an, um sie von Positionen am Fuß des Höhenrückens zu vertreiben. Die Deutschen nahmen mehrere britische Tunnel und Minenkrater ein und gruben sich auf der erreichten Position ein. Anlass des Angriffes war das ungute Gefühl der Deutschen über die Fortschritte von britischen Tunnelbauten und Gegenmaßnahmen zu deutschen Minen. Britische Gegenangriffe am 22. Mai konnten die Situation nicht wieder ändern.

### Die Schlacht um den Vimy Höhenrücken

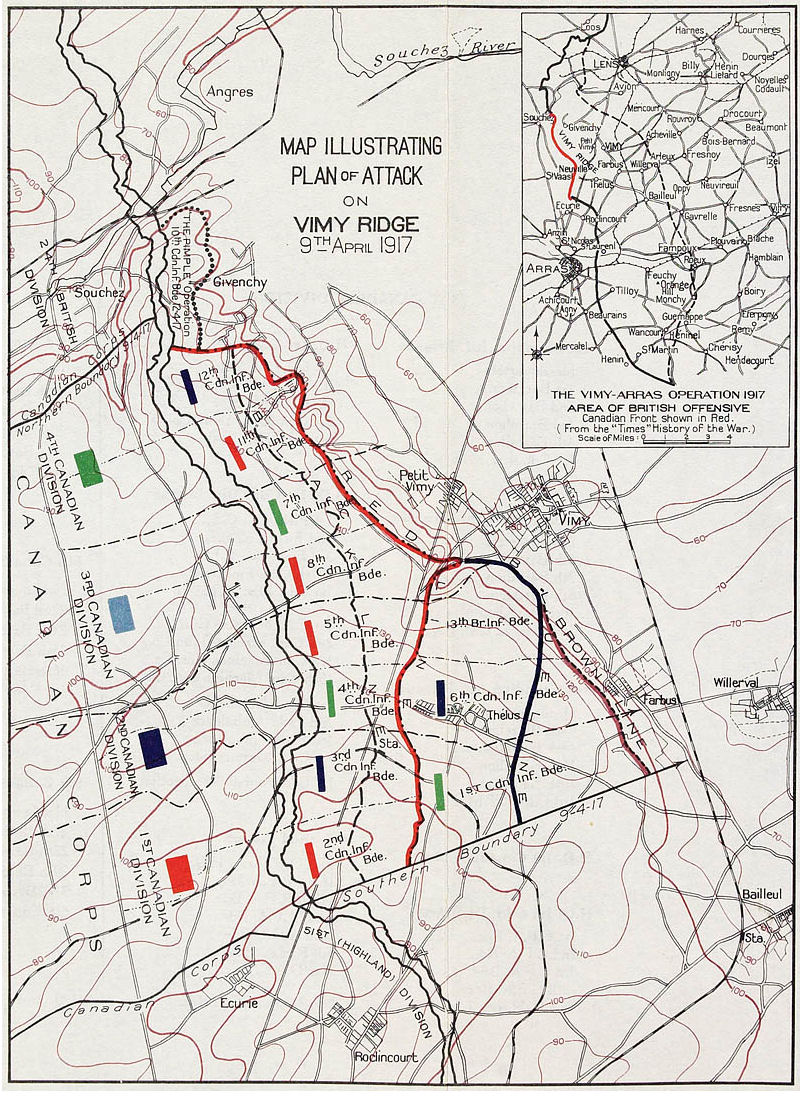
Der kanadische Angriffsplan mit der Position jeder Division

In der Schlacht um die Vimy-Höhen wurden erstmals alle vier kanadischen Divisionen gemeinsam in einer geschlossenen Formation eingesetzt. Das Format der Aufgabe überschritt jedoch die operationalen Fähigkeiten des kanadischen Korps, so dass Unterstützung durch britische Einheiten notwendig war, wozu die britische 5. Infanterie-Division und ergänzende Artillerie sowie Pioniereinheiten bereitgestellt wurden. Die 24. Division des britischen I. Korps unterstützte das kanadische Korps an seiner nördlichen, das XVII. Korps an der südlichen Flanke. Den Kanadiern stand die ad hoc gebildete Gruppe Vimy gegenüber, im Wesentlichen basierend auf dem I. Bayerischem Reserve-Korps mit drei Divisionen unter Karl Ritter von Fasbender.
Der Angriff begann am Ostermontag, den 9. April 1917 um 5:30 Uhr. Leichte Feldartillerie schoss Sperrfeuer, das in festgesetzten Schritten vorverlegt wurde, zumeist 90 Meter alle drei Minuten, während mittlere und schwere Haubitzen permanentes Sperrfeuer gegen bekannte Defensiveinrichtungen richtete. Die Erste, Zweite und Dritte Kanadische Division erreichten schnell ihre ersten Ziele, nicht jedoch die Vierte Kanadische Division. Die Erste, Zweite und Dritte Kanadische Division erreichten ihr zweites Tagesziel um 19:30 Uhr. Da die Vierte Kanadische Division ihr erstes Tagesziel auf der Spitze des Höhenrückens nicht erreicht hatte, verzögerte sich das weitere Vorrücken, die Dritte Division musste zudem ihre Nordflanke sichern, was Ressourcen band. Reserveeinheiten der 4. Kanadischen Division erneuerte den Angriff auf die deutschen Positionen auf der Spitze des Höhenrückens und zwangen die deutschen Truppen, sich von Hügel 145 zurückzuziehen. Der Rückzug erfolgte auch, weil den Verteidigern die Munition ausging.
Am Morgen des 10. April rückte der Canadian Corps Kommandant Lieutenant-General Julian H.G. Byng mit drei frischen Brigaden an, um den Angriff zu unterstützen. Die frischen Einheiten konnten die Stellungen überwinden und eroberten die dritte Linie einschließlich des Hügels 135 und die Ortschaft Thélus um 11:00 Uhr. Um 14:00 Uhr konnten die Erste und Zweite Kanadische Division ihre finalen Ziele erreichen. Zu diesem Zeitpunkt war nur noch der sogenannte Pimple, ein schwer verteidigter Hügel westlich des Ortes Givenchy-en-Gohelle, die einzige deutsche Position auf Vimy Ridge. Am 12. April, griff die 10th Canadian Infantry Brigade mit Unterstützung von Artillerie und der 24th British Division die eingegrabenen deutschen Truppen an und konnte sie schnell überwinden. Beim Einbruch der Dunkelheit am 12. April hatte das Kanadische Korps den Hügel unter Kontrolle. Das Kanadische Korps erlitt Verluste in Höhe von 10.602 Mann, davon 3.598 getötet and 7.004 verwundet. Die deutsche Sechste Armee erlitt Verluste in unbekannter Höhe, etwa 4.000 Mann konnten gefangen genommen werden.
Obwohl die Schlacht nicht als die größte militärische kanadische Leistung betrachtet wird, nimmt sie einen beträchtlichen nationalen Stellenwert für Kanada ein. Die Vorstellung, dass Kanadas Identität und Nationalbewusstsein in dieser Schlacht geboren wurde, ist eine weitverbreitete Meinung in der militärischen und allgemeinen kanadischen Geschichtsschreibung.

## Geschichte

### Auswahl

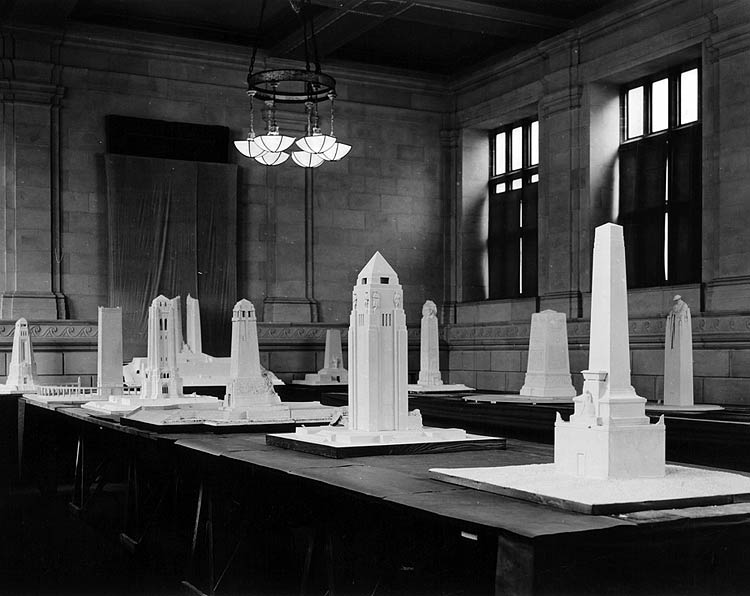
Wettbewerbsbeiträge für das Denkmal

1920 gab die kanadische Regierung bekannt, dass die Imperial War Graves Commission acht Standorte bestimmt hatte – fünf in Frankreich und drei in Belgien – auf denen Denkmäler errichtet werden sollten (Vimy, Bourlon, Le Quesnel, Dury und Courcelette in Frankreich und St. Julien, Hill 62, und Passendale in Belgien). Jeder Standort repräsentierte eine maßgebliche kanadische Beteiligung und die kanadische Regierung bestimmte zunächst, dass jedes Schlachtfeld gleich behandelt und mit identischen Denkmälern ausgestattet werden sollte. Im September 1920 bildete die kanadische Regierung die Canadian Battlefields Memorials Commission, um die Rahmenbedingungen für einen Wettbewerb zur Gestaltung der Denkmäler in Europa auszuloben. Die Kommission tagte erstmals am 26. November 1920 und beschloss, dass der Architektenwettbewerb für alle kanadischen Architekten, Designer, Bildhauer und andere Künstler offen sein sollte.
Die Jury bestand aus Charles Herbert Reilly vom Royal Institute of British Architects, Paul Philippe Cret von der Société centrale des architectes français und Frank Darling vom Royal Architectural Institute of Canada. Jedes Jury-Mitglied war seinerzeit führend in seinem Fachgebiet. Interessierte reichten 160 Gestaltungsentwürfe ein, die Jury wählte daraus 17 Entwürfe zur näheren Prüfung aus und beauftragte jeden Finalist, ein Gipsmodell von ihrem jeweiligen Entwurf herzustellen.
Die Jury empfahl in einem Bericht an die Kommission vom 10. September 1921, dass zwei der Entwürfe ausgeführt werden sollten. Im Oktober 1921 entschied sich die Kommission formell für den Entwurf des Bildhauers und Designers Walter Seymour Allward aus Toronto; der Entwurf von Frederick Chapman Clemesha wurde als Zweitplatzierter bestimmt. Aufgrund der Komplexität von Allwards Entwurf war es nicht möglich, den Entwurf auf jeder Gedenkstätte identisch zu verwenden. Der Ansatz, ein zentrales Denkmal auszusuchen, widersprach der Empfehlung des Architektur-Beraters der Canadian Battlefields Memorials Commission Percy Erskine Nobbs, der für eine Reihe kleinere Monumente plädierte. Der Konsens bewegte sich in Allwards Richtung, sein Design erhielt breite Unterstützung. Die Kommission überarbeitete ihre ursprüngliche Planung und entschied sich, zwei markante Denkmäler zu bauen – jenes von Allward und Clemesha – und sechs kleinere identische Denkmäler.

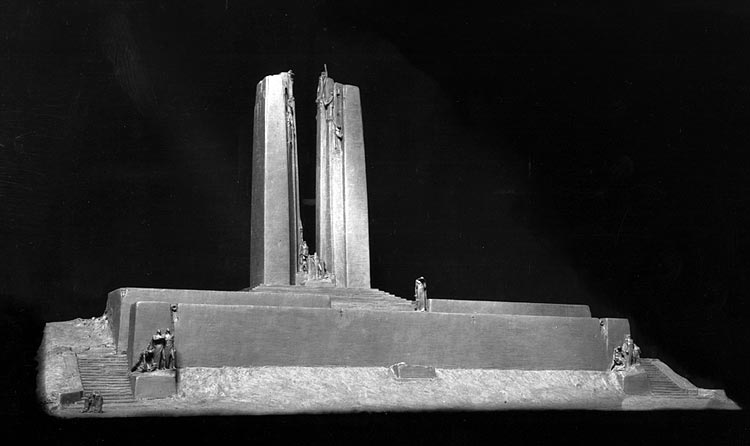
Ein Modell des Denkmals

Von Beginn an diskutierten die Mitglieder der Kommission, wo Allwards Siegerentwurf gebaut werden sollte. Die Jury war zunächst der Meinung, dass Allwards Entwurf besser auf eine Hügel situiert wäre als auf einem Steilhang wie Vimy Ridge.
Das Komitee der Kommission empfahl, das Denkmal in Belgien auf den Hill 62 zu bauen, nahe dem Ort der Schlacht am Mont Sorrel, weil der Platz eine beeindruckende Aussicht bot. Dies widersprach dem Wunsch von Prime Minister William Lyon Mackenzie King, der in einer Rede im Mai 1922 im House of Commons of Canada für eine Platzierung auf dem Vimy Ridge plädierte. Kings Position erhielt die einstimmige Unterstützung des Parlaments und so entschied sich auch die Kommission für Vimy Ridge. Nachdem sich die Kommission so entschieden hatte, äußerte die Regierung den Wunsch, ein größeres Grundstück entlang der Geländekante zu erwerben. Zwischen der ersten und zweiten Sitzung des 14. Kanadischen Parlaments fuhr Rodolphe Lemieux, Sprecher des kanadischen House of Commons, nach Frankreich, um über den Ankauf von mehr Land zu verhandeln. Am 5. Dezember 1922 schloss Lemieux eine Vereinbarung, in der Frankreich Kanada „kostenlos und für alle Zeit“ die Nutzung von 100 Hektar Land auf Vimy Ridge gewährte, einschließlich Hill 145, in Anerkennung von Kanadas Kriegsanstrengungen. Die einzige mit der Donation verbundene Bedingung war, dass Kanada auf dem Grundstück ein Monument zum Gedenken an die im Ersten Weltkrieg gefallenen kanadischen Soldaten errichtet und den Unterhalt des Denkmals und des umgebenden Parks übernimmt.

### Aufbau

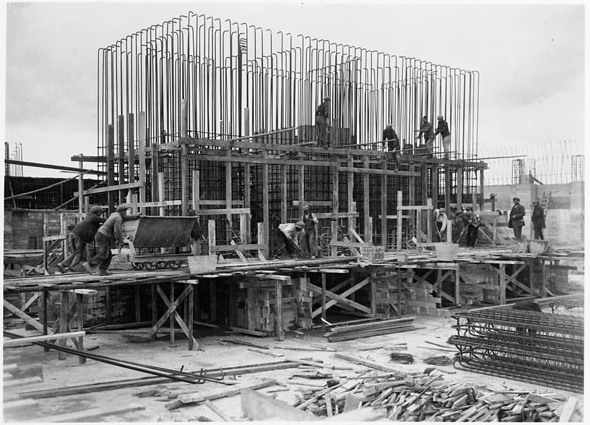
Das Fundament des Denkmals wird gelegt

Gemäß dem Wettbewerb, verbrachte Allward den Rest des Jahres 1921 und den Frühling von 1922, um seine Reise nach Europa vorzubereiten. Nachdem er sein Haus und sein Atelier verkauft hatte, fuhr er schließlich am 6. Juni 1922 nach Belgien und verbrachte mehrere Monate damit, ein geeignetes Atelier in Belgien und dann in Paris zu finden.
Allward hoffte ursprünglich, dass er weißen Marmor für den Verblendstein verwenden könnte, aber Percy Nobbs stellte das als Fehler dar, weil Marmor für das Klima in Nordfrankreich nicht geeignet sei. Allward unternahm eine zweijährige Tour, um einen geeigneten Stein mit der richtigen Farbe, Struktur und Helligkeit zu finden. Er fand den richtigen Stein in den Ruinen des Diokletianpalastes in Split (Kroatien).
Er stellte dort fest, dass der Palast im Laufe der Jahre nicht verwittert war, was Allward als Beweis für die Haltbarkeit des Steins ansah. Dieser „Seget-Kalkstein“ kam aus einem alten römischen Steinbruch in der Nähe von Seget (Gespanschaft Split-Dalmatien, Kroatien). Die Schwierigkeiten beim Abbau, verbunden mit einer komplizierten Transportlogistik, verzögerten die Anlieferung des Kalksteins und damit den Bau der Gedenkstätte. Die erste Lieferung kam erst 1927 an, und die größeren Blöcke, die für die menschlichen Figuren bestimmt waren, erreichten 1931 den Standort.
Auf Drängen von Allward beauftragte die Canadian Battlefields Memorials Commission 1924 Oscar Faber, einen dänischen Statiker, mit der Erstellung von Fundamentplänen und der allgemeinen Überwachung der Fundamentarbeiten. Faber hatte kurz zuvor die Unterkonstruktion für das Menentor in Ypern entworfen, und er wählte einen Entwurf, der Stahlbeton an Ort und Stelle verwendete, an den der Verblendstein geklebt werden sollte. Major Unwin Simson diente als leitender kanadischer Ingenieur während des Baus der Gedenkstätte und überwachte einen Großteil des täglichen Betriebs auf der Baustelle. Allward zog 1925 nach Paris, um den Bau und die Schnitzerei der Skulpturen zu überwachen. Der Bau begann 1925 und dauerte elf Jahre bis zur Fertigstellung. Die Imperial War Graves Commission beschäftigte gleichzeitig französische und britische Veteranen, um die notwendigen Straßen- und Geländearbeiten durchzuführen.
Während er auf die erste Lieferung von Stein wartete, bemerkte Simson, dass sich der Erhaltungszustand der Schlachtfeldlandschaft zu verschlechtern begannen. Da Simson die Möglichkeit sah, nicht nur einen Teil des Schlachtfeldes zu erhalten, sondern auch seinen Stab zu beschäftigen, beschloss er, einen kurzen Abschnitt der Grabenlinie zu erhalten und die Grange Subway zugänglicher zu machen. Arbeiter bauten und konservierten Abschnitte der Sandsackgrabenmauer, sowohl auf der kanadischen als auch auf der deutschen Seite der Grange-Kratergruppe, indem sie die Säcke in Beton nachbildeten. Die Belegschaft baute auch einen neuen Betoneingang für die Grange Subway und installierte nach dem Aushub eines Teils des Tunnelsystems eine elektrische Beleuchtung.

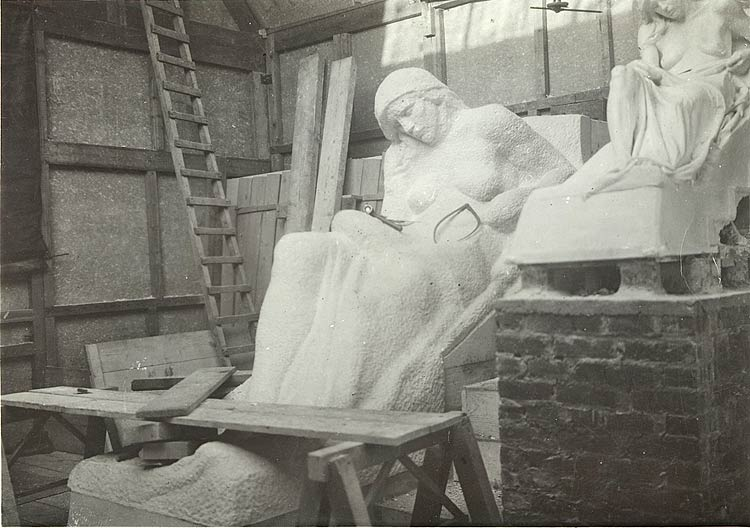
Die teilweise fertiggestellte Statue einer liegenden Frau sitzt rechts neben einem halb so großen Modell derselben Statue

Allward wählte für das Denkmal eine relativ neue Bauweise: Kalkstein, der mit einem gegossenen Betonrahmen verbunden ist. Ein Fundamentbett aus 11.000 Tonnen Beton, verstärkt mit hunderten von Tonnen Stahl, diente als Stützbett für die Gedenkstätte. Bildhauer arbeiteten die 20 etwa doppelt so großen menschlichen Figuren vor Ort aus großen Steinblöcken. Die Bildhauer benutzten Gipsmodelle, die Allward in seinem Atelier herstellte und die jetzt im Canadian War Museum ausgestellt sind, die mithilfe von Pantographen im gewünschten Maßstab reproduziert wurden. Die Bildhauer führten ihre Arbeit ganzjährig in temporären Studios durch, die um jede Figur herum gebaut wurden. Die Aufnahme der Namen derer, die in Frankreich ohne bekanntes Grab getötet wurden, war nicht Teil des ursprünglichen Entwurfs, und Allward war unglücklich, als die Regierung ihn bat, sie aufzunehmen. Die Regierung handelte auf Ersuchen des Kriegsgräberkomitees, das mit dem Gedenken an alle getöteten und vermissten Soldaten des Commonwealth beauftragt war und daher bereit war, sich an den Kosten der Gedenkstätte zu beteiligen. Allward argumentierte, dass die Aufnahme von Namen nicht Teil der ursprünglichen Aufgabe gewesen sei.

### Wallfahrt und Enthüllung

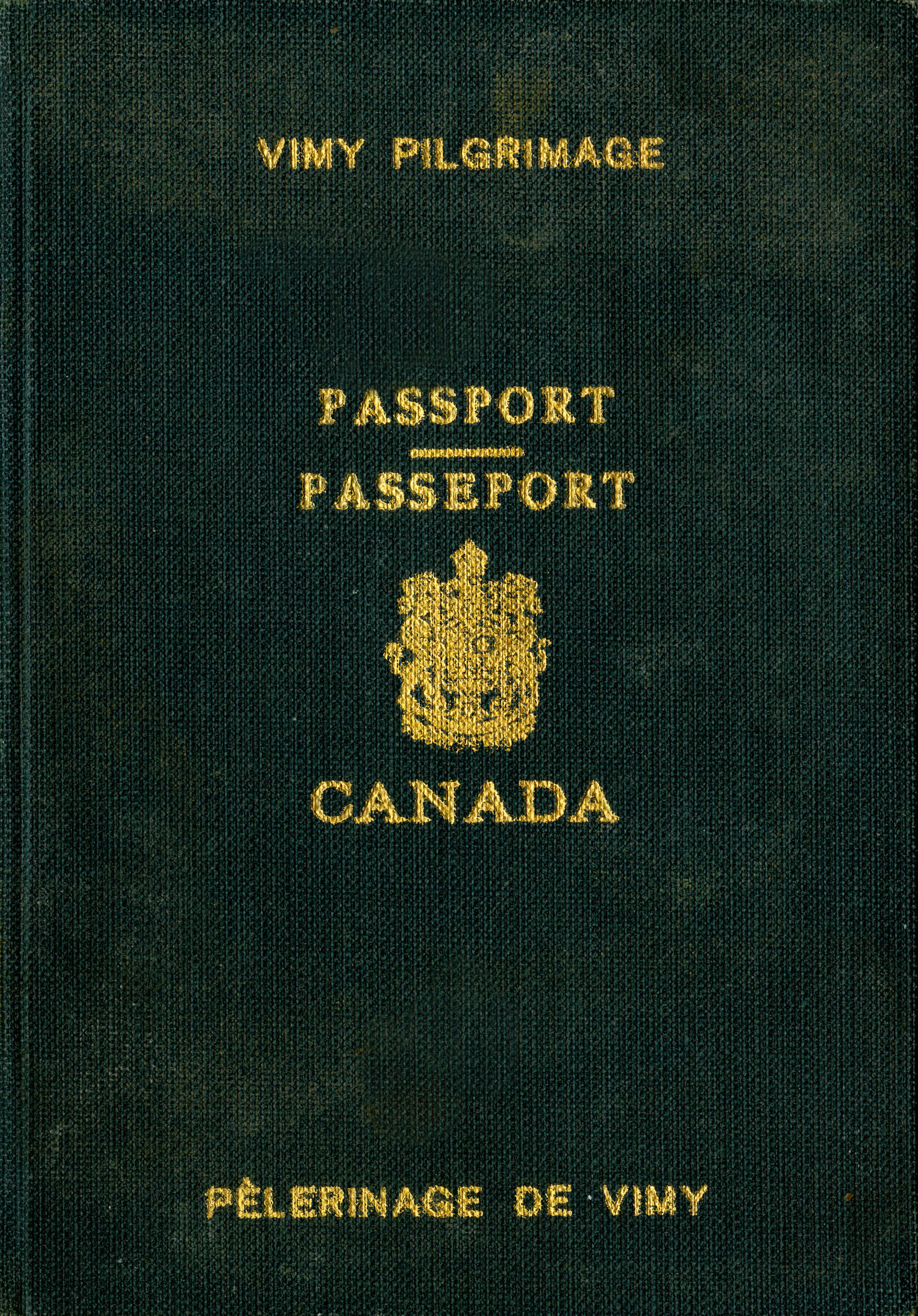
Spezieller Ausweis, der 1936 von Kanada für die Vimy-Wallfahrt herausgegeben wurde

Im Jahr 1919, dem Jahr nach Kriegsende, kamen rund 60.000 britische Touristen und Trauernde an die Westfront. Die Transatlantikreise war von Kanada aus zeitraubend und teuer; viele Versuche, große Pilgerfahrten zu organisieren, scheiterten, und die Überseereisen wurden weitgehend einzeln oder in kleinen, inoffiziellen Gruppen durchgeführt. Die Delegierten des Nationalkongresses der Royal Canadian Legion, einer Veteranenorganisation, verabschiedeten 1928 eine einstimmige Resolution, die eine Pilgerfahrt zu den Schlachtfeldern der Westfront forderte. Ein Plan nahm Gestalt an, bei dem die Legion die Pilgerfahrt mit der Enthüllung des Vimy-Denkmals, das 1931 oder 1932 fertiggestellt werden sollte, koordinieren wollte. Aufgrund von Bauverzögerungen bei der Gedenkstätte kündigte die Royal Canadian Legion erst im Juli 1934 im Zusammenhang mit der Enthüllung der Gedenkstätte eine Wallfahrt zu ehemaligen Schlachtfeldern an. Obwohl der genaue Termin für die Enthüllung der Gedenkstätte noch nicht festgelegt war, lud die Legion Veteranen ein, bei ihrem Hauptquartier in Ottawa eine vorläufige Reservierung vorzunehmen. Die Antwort der Veteranen und ihrer Familien war enthusiastisch – 1.200 Anfragen bis November 1934. Die Legion verkündete, dass das Denkmal am 1. Juli 1936 enthüllt werden würde, obwohl die Regierung noch nicht wusste, wann es fertig sein würde.
Die Legion und die Regierung haben für die Veranstaltungsplanung Bereiche eingerichtet, für die sie jeweils zuständig waren. Die Regierung war für die Auswahl der offiziellen Delegation und das Programm für die offizielle Enthüllung der Gedenkstätte verantwortlich. Die Legion war für die schwierigere Aufgabe verantwortlich, die Pilgerfahrt zu organisieren. Für die Legion umfasste dies die Planung von Verpflegung, Unterkunft und Transport für die damals größte einzelne Friedensbewegung von Menschen aus Kanada nach Europa. Die Legion nahm die Position ein, dass die Pilgerfahrt von ihren Mitgliedern ohne Subventionen oder finanzielle Hilfe von kanadischen Steuerzahlern finanziert werden würde, und bis Anfang 1935 hatten sie festgestellt, dass der Preis der 3½-Wochen-Reise, einschließlich aller Mahlzeiten, Unterkunft, Krankenversicherung und See- und Landtransport, pro Person 160 kanadische Dollar kosten würde (2.814 Dollar in Preisen von 2016) betragen würde. Eine indirekte Hilfe kam in verschiedenen Formen zustande. Die Regierung verzichtete auf Passgebühren und stellte den Pilgern einen speziellen Vimy-Pass ohne zusätzliche Kosten zur Verfügung. Auch der Staat und die Privatwirtschaft gewährten ihren Mitarbeitern bezahlten Urlaub. Erst im April 1936 war die Regierung bereit, sich öffentlich auf einen Enthüllungstermin, den 26. Juli 1936, festzulegen. Am 16. Juli verließen die fünf transatlantische Linienschiffe Montrose, Montcalm, Antonia, Ascania und Duchess of Bedford mit ungefähr 6.200 Passagieren den Hafen von Montreal, begleitet von den Kriegsschiffen HMCS Champlain und HMCS Saguenay und erreichten am 24. und 25. Juli Le Havre.
Die begrenzten Unterkunftsmöglichkeiten machten es notwendig, dass die Legion Pilger in neun Städten in Nordfrankreich und Belgien unterbringen und 235 Busse einsetzen musste, um die Pilger zwischen verschiedenen Orten zu transportieren.

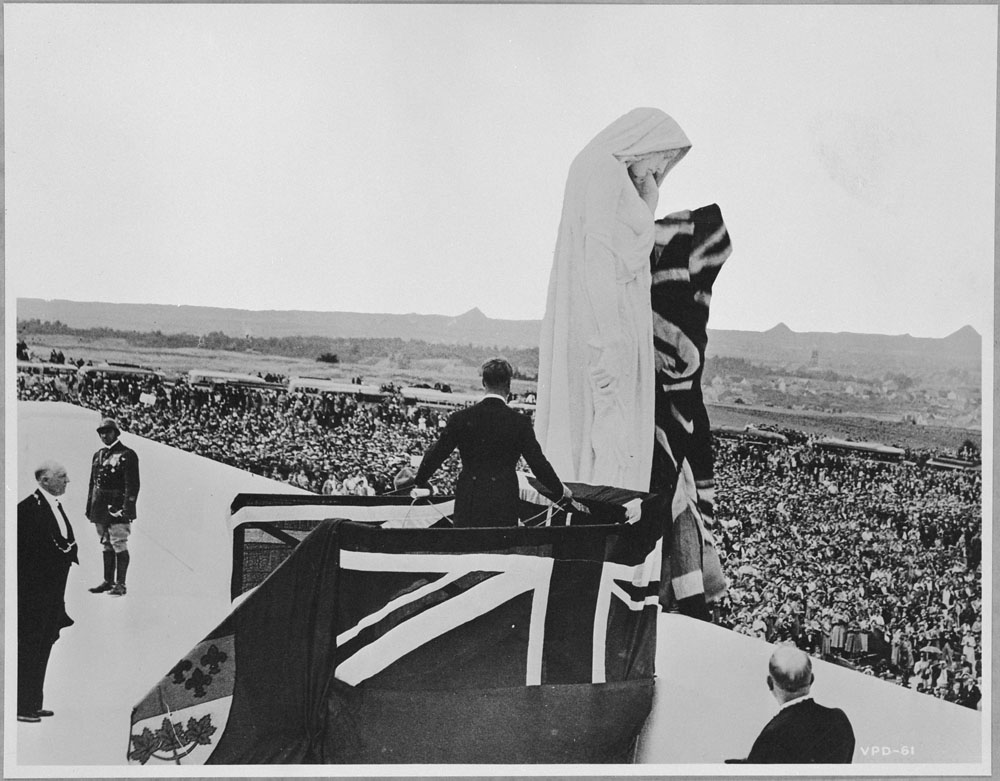
König Eduard VIII. enthüllt die Figur Canada Bereft auf dem Vimy Ridge Memorial

Am 26. Juli, dem Tag der Zeremonie, verbrachten die Pilger den Vormittag und den frühen Nachmittag damit, die Landschaft des Gedenkparks zu erkunden, bevor sie sich am Denkmal versammelten. Für die Zeremonie stellten die Matrosen von HMCS Saguenay die Ehrenwache. Ebenfalls anwesend waren die Royal Canadian Horse Artillery Band, französische Armee-Ingenieure und französisch-marokkanische Kavallerie, die während der Lorettoschlacht auf dem Gelände gekämpft hatten. Die Zeremonie selbst wurde von der Canadian Radio Broadcasting Commission mit Unterstützung der British Broadcasting Corporation über Kurzwelle live übertragen. Hochrangige kanadische, britische und europäische Beamte, darunter der französische Präsident Albert Lebrun, und über 50.000 Menschen nahmen an der Veranstaltung teil. Abwesend war jedoch der kanadische Premierminister William Lyon Mackenzie King, da er es für angemessener hielt, dass ein Kriegsveteran aus dem Kabinett als Minister anwesend war.
Vor Beginn der Zeremonie wurden König Eduard VIII., der in seiner Eigenschaft als König von Kanada anwesend war, die Ehrengäste vorgestellt, er verbrachte zudem etwa eine halbe Stunde mit Veteranen. Zwei Royal Air Force und zwei Staffeln der Französischen Luftstreitkräfte flogen über das Denkmal und neigten ihre Flügel in Salut. Die Zeremonie selbst begann mit Gebeten von Kaplanen, die die Church of England, die United Church of Canada und die Römisch-katholische Kirche repräsentierten. Ernest Lapointe, kanadischer Justizminister, sprach zuerst, gefolgt von Eduard VIII., der Frankreich sowohl auf Französisch als auch auf Englisch für seine Großzügigkeit dankte und den Versammelten versicherte, dass Kanada seinen Krieg nie vergessen würde. Zur Gedenkstätte selbst meinte er: „Sie ist ein inspirierter Ausdruck in Stein, gemeißelt von einer geschickten kanadischen Hand, Kanadas Gruß an seine gefallenen Söhne.“
Der König zog dann die Royal Union Flag von der zentralen Figur Canada Bereft und die Militärkapelle spielte The Last Post. Die Pilgerreise ging weiter, und die meisten Teilnehmer besuchten Ypern, bevor sie von der Royal British Legion nach London gebracht wurden. Ein Drittel der Pilger reiste am 1. August von London nach Kanada, während die Mehrheit als Gäste der Regierung für eine weitere Woche nach Frankreich zurückkehrte, bevor sie heimkehrten.

### Zweiter Weltkrieg
Im Jahre 1939 verstärkte sich die Sorge der kanadischen Regierung um die allgemeine Sicherheit der Gedenkstätte durch die zunehmende Gefahr eines Konflikts mit Nazi-Deutschland. Kanada konnte kaum mehr tun, als die Skulpturen und die Sockel der Pylone mit Sandsäcken zu schützen und die Entwicklungen abzuwarten. Als im September 1939 der Krieg ausbrach, wurde die britische Expeditionsstreitmacht (BEF) nach Frankreich entsandt und übernahm die Verantwortung für den Arras-Sektor, zu dem auch Vimy gehörte. Ende Mai 1940, nach dem britischen Rückzug nach Dünkirchen nach der Schlacht von Arras (1940) übernahmen die Deutschen die Kontrolle über die Gedenkstätte und hielten den Hausmeister George Stubbs in einem Internierungslager für alliierte Zivilisten in Saint-Denis, Frankreich. Von einer angeblichen Zerstörung des Vimy-Denkmals wurde in Kanada und dem Vereinigten Königreich ausführlich berichtet. Die Gerüchte veranlassten das deutsche Reichsministerium für Volksaufklärung und Propaganda, Vorwürfe, Deutschland habe das Denkmal beschädigt oder geschändet, formell zurückzuweisen. Um zu demonstrieren, dass das Denkmal nicht geschändet worden war, wurde Adolf Hitler, der das Denkmal angeblich wegen seiner friedlichen Natur bewunderte, von der Presse fotografiert, während er es persönlich bereiste und die erhaltenen Gräben am 2. Juni 1940 besuchte. Der unbeschädigte Zustand der Gedenkstätte wurde erst im September 1944 bestätigt, als britische Truppen des 2. Bataillons/Welsh Guards der Guards Armoured Division Vimy Ridge zurückeroberten.

### Nachkriegsjahre
Unmittelbar nach dem Zweiten Weltkrieg wurde der Schlacht von Vimy Ridge oder dem Vimy Memorial sehr wenig Aufmerksamkeit geschenkt. Die Winnipeg Free Press und The Legionary, die Zeitschrift der Royal Canadian Legion, waren die einzigen Publikationen, die den 35. Jahrestag der Schlacht Im Jahre 1952 vermerkten. Den 40. Jahrestag im Jahr 1957 erwähnte lediglich der Halifax Herald. Das Interesse am Gedenken blieb Anfang der 1960er Jahre gering, stieg aber 1967 mit dem 50. Jahrestag der Schlacht und dem hundertsten Nationalfeiertag. Eine stark besuchte Zeremonie an der Gedenkstätte im April 1967 wurde live im Fernsehen übertragen. Das Gedenken an die Schlacht nahm in den 70er Jahren noch einmal ab und kehrte erst mit dem 125. Jahrestag der Kanadischen Konföderation und dem 75. Jahrestag der Schlacht im Jahr 1992 wieder zurück. An der Zeremonie 1992 in der Gedenkstätte nahmen der kanadische Premierminister Brian Mulroney und mindestens 5.000 Menschen teil. In den Jahren 1997 und 2002 folgten kleinere Zeremonien an der Gedenkstätte.

### Restaurierung und Wiedereinweihung

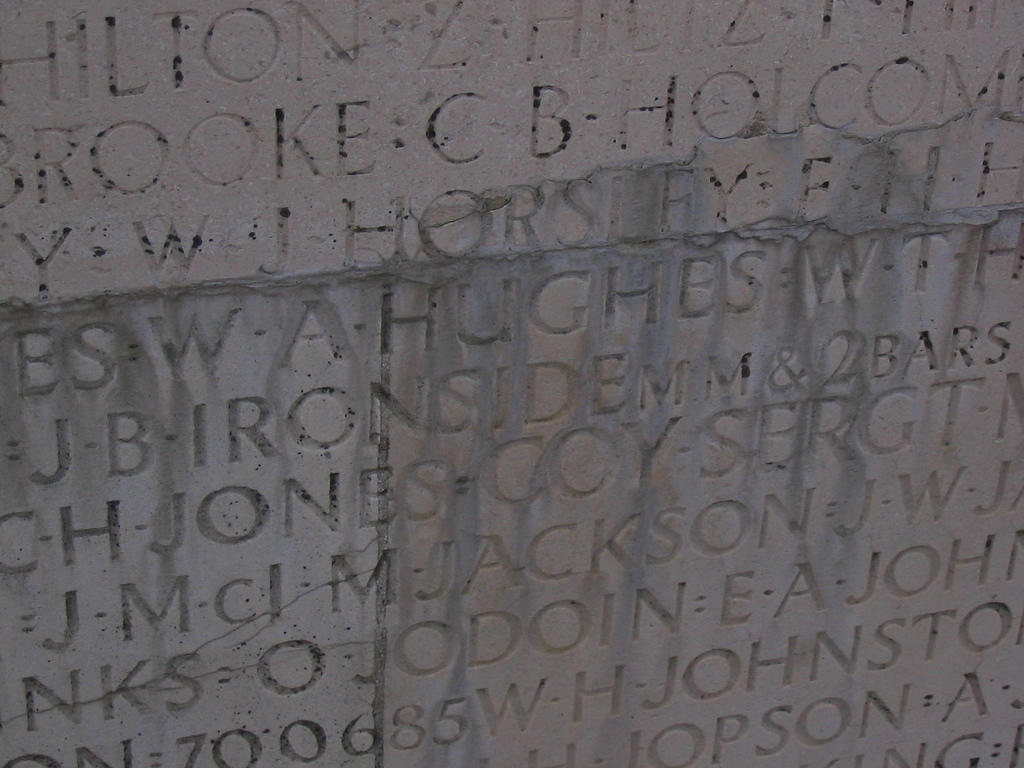
Eine Namenstafel auf der Gedenkstätte, die durch mineralische Ablagerungen beschädigt wurde

Bis zum Ende des Jahrhunderts hatten die vielen Reparaturen, die seit der Errichtung der Gedenkstätte durchgeführt wurden, ein Flickwerk aus Materialien und Farben und ein beunruhigendes Muster von Schäden durch Wassereinbrüche an den Fugen hinterlassen. Im Jahr 2005 wurde die Gedenkstätte Vimy wegen größerer Restaurierungsarbeiten geschlossen. Veterans Affairs Canada leitete die Restaurierung der Gedenkstätte in Zusammenarbeit mit anderen kanadischen Institutionen wie der Commonwealth War Graves Commission sowie verschiedenen Beratern und Spezialisten für Militärgeschichte.
Der Lauf der Zeit, Abnutzung und schwere Wetterbedingungen führten zu vielen identifizierten Problemen, wobei das am weitesten verbreitete Problem Wasserschäden waren. Beim Bau eines Denkmals aus gegossenem Beton, das mit Stein bedeckt war, hatte Allward nicht berücksichtigt, wie sich diese Materialien im Laufe der Zeit gegeneinander verschieben würden. Die Bauherren und Planer versäumten es, genügend Platz zwischen dem Beton und den Steinen zu lassen, was dazu führte, dass Wasser durch die Wände und Plattformen in die Struktur eindrang und den Kalk im Betonfundament und im Mauerwerk löste. An den Wasseraustrittstellen lagerte sich Kalk auf den Außenflächen ab und machte viele der eingravierenden Namen unleserlich. Schlechte Entwässerung und Wasserabflüsse aus dem Denkmal führten auch zu einer erheblichen Problemen bei der Plattform, der Terrasse und der Treppe. Das Restaurierungsprojekt sollte die Ursachen der Schäden beheben und umfasste Reparaturen an den Steinen, Gehwegen, Mauern, Terrassen, Treppen und Plattformen. Um Allwards ursprüngliche Vision einer nahtlosen Struktur zu respektieren, musste das Restaurierungsteam alle Fremdmaterialien entfernen, die bei Patchwork-Reparaturen verwendet wurden, beschädigte Steine durch Material aus dem ursprünglichen Steinbruch in Kroatien ersetzen und alle geringfügigen Verschiebungen von Steinen, die durch die Frost-Tau-Wechsel verursacht wurden, zu korrigieren. Die zugrundeliegenden strukturellen Fehler wurden ebenfalls korrigiert.
Königin Elisabeth II., begleitet von Prinz Philip, weihte das restaurierte Denkmal am 9. April 2007 in einer Zeremonie zum Gedenken an den 90. Jahrestag der Schlacht wieder ein. Andere hohe kanadische Regierungsvertreter, einschließlich Premierminister Stephen Harper, und hohe französische Vertreter, so Premierminister Dominique de Villepin, nahmen an der Veranstaltung genauso teil wie Tausende von kanadischen Studenten, Veteranen des Zweiten Weltkriegs und der jüngsten Konflikte, und Nachkommen derer, die in Vimy kämpften. Es war die größte Veranstaltung an diesem Ort seit 1936.

### Hundertjährige Gedenkfeier
Das hundertjährige Gedenken an die Schlacht von Vimy Ridge fand am 9. April 2017 statt, zu jener Zeit fanden auch die Feierlichkeiten zum 150. Jahrestages von Kanada statt. Schätzungen vor der Veranstaltung zeigten, dass bis zu 30.000 Zuschauer anwesend sein würden. Der Bürgermeister von Arras, Frédéric Leturque dankte den Kanadiern sowie den Australiern und Briten, Neuseeländern und Südafrikanern für ihre Rolle in den Schlachten des Ersten Weltkriegs in der Region.
Zu den anwesenden Würdenträgern für Kanada gehörten Gouverneur David Johnston, Prinz Charles, Prinz William, Prinz Harry und Premierminister Justin Trudeau. Präsident François Hollande und Premierminister Bernard Cazeneuve repräsentierten Frankreich. Elizabeth II. gab eine Erklärung über den Generalgouverneur ab.
Die Canada Post und Frankreichs La Poste gaben gemeinsam eine Briefmarke mit dem von jedem Land entworfenen Denkmal zur Erinnerung an die Hundertjahrfeier der Schlacht von Vimy Ridge heraus.

## Beschreibung

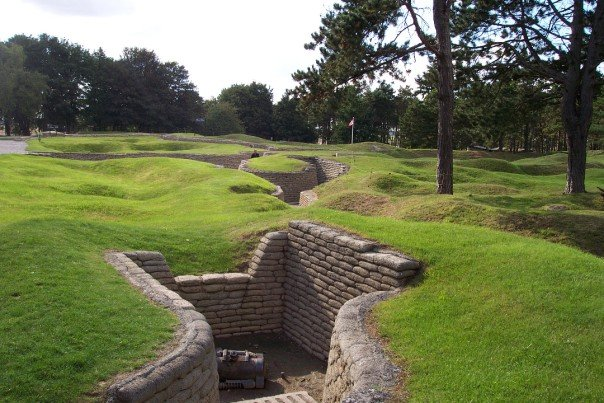
Gekrümmte, in Beton konservierte Grabenlinien sind von Einschlagskratern umgeben, die jetzt mit Gras bedeckt sind, im unmittelbaren Vordergrund die Stellung eines kleinen Artilleriegeschützes außerhalb der Hauptgrabenlinie

Die Gedenkstätte befindet sich ungefähr 8 Kilometer nördlich von Arras, umgeben von den kleinen Städten und Gemeinden von Vimy im Osten, Givenchy-en-Gohelle im Norden, Souchez im Nordwesten, Neuville-Saint-Vaast im Süden und Thélus im Südosten. Der Ort ist einer der wenigen Orte an der ehemaligen Westfront, wo Besucher die Grabenlinien eines Schlachtfeldes des Ersten Weltkrieges und das dazugehörige Gelände in einem einigermaßen erhaltenen Zustand sehen kann. Die Gesamtfläche des Geländes liegt bei 100 Hektar, von denen ein großer Teil bewaldet und für Besucher nicht zugänglich ist, um die öffentliche Sicherheit zu gewährleisten. Das unwegsame Gelände und verborgene Blindgänger machen das Grasschneiden zu gefährlich für menschliche Arbeitskräfte, so dass Schafe die Wiesen pflegen.
Der Ort wurde zu Ehren des kanadischen Korps eingerichtet, enthält aber auch andere Denkmäler. Diese sind der französischen marokkanischen Division, dem Lions Club International, und Oberstleutnant Mike Watkins gewidmet. Es gibt auch zwei Friedhöfe der Commonwealth-Kriegsgräberfürsorge vor Ort: der Kanadische Friedhof Nr. 2 und Kanadische Friedhof an der Givenchy Straße. Der Ort ist nicht nur ein beliebter Ort für Schlachtfeldtouren, sondern wegen seines erhaltenen und weitgehend ungestörten Zustandes auch ein wichtiger Ort zur Geschichte des Ersten Weltkriegs. Das Interpretationszentrum der Gedenkstätte hilft den Besuchern, das Vimy Memorial, den erhaltenen Schlachtfeldpark und die Geschichte der Schlacht von Vimy im Kontext der Teilnahme Kanadas am Ersten Weltkrieg zu verstehen. Das Canadian National Vimy Memorial und Beaumont-Hamel Newfoundland Memorial umfassen angeblich fast 80 Prozent der erhaltenen Schlachtfelder des Ersten Weltkriegs und empfangen jährlich über eine Million Besucher.

### Vimy-Denkmal
Allward errichtete das Denkmal auf dem Aussichtspunkt des Hügels 145, dem höchsten Punkt auf dem Bergrücken. Das Denkmal enthält viele stilisierte Elemente, darunter 20 menschliche Figuren, die dem Betrachter helfen, die Struktur als Ganzes zu betrachten. Die vordere Wand, die normalerweise mit der hinteren verwechselt wird, ist 7,3 Meter hoch und stellt eine undurchdringliche Mauer der Verteidigung dar. Es gibt eine Gruppe von Figuren an jedem Ende der Vorderwand, neben der Basis der Stufen. Das Breaking of the Sword befindet sich an der südlichen Ecke der Vorderwand, während das Sympathy of the Canadians for the Helpless an der nördlichen Ecke liegt. Gemeinsam sind die beiden Gruppen Die Verteidiger und repräsentieren die Ideale, für die die Kanadier während des Krieges ihr Leben gegeben haben. Über jeder Gruppe ist ein Kanonenrohr in Lorbeerkranz und Olivenzweig eingemeißelt, um Sieg und Frieden zu symbolisieren. In Breaking of the Sword sind drei junge Männer anwesend, von denen einer sitzend sein Schwert zerbricht. Diese Statue repräsentiert die Niederlage des Militarismus und den allgemeinen Wunsch nach Frieden. Diese Gruppierung von Figuren ist das offenkundigste Bild zum Pazifismus im Denkmal, wobei das Zerbrechen eines Schwertes in Kriegsdenkmälern extrem selten ist. Der ursprüngliche Plan für die Skulptur beinhaltete eine Figur, die einen deutschen Helm mit dem Fuß zermalmt. Später wurde beschlossen, dieses Element wegen seiner offenkundig militaristischen Bilder abzulehnen. In Sympathie der Kanadier für die Hilflosen steht ein Mann aufrecht, während drei andere, von Hunger oder Krankheit geplagte Figuren um ihn herum kauern und knien. Der stehende Mann repräsentiert Kanadas Sympathie für die Schwachen und Unterdrückten.
Die Figur einer verhüllten jungen Frau steht oben und in der Mitte der Vorderwand und überblickt die Douai-Ebene. Sie hat den Kopf gebeugt, die Augen nach unten geworfen und das Kinn in einer Hand. Unter ihr befindet sich ein Sarkophag, der einen Brodie-Helm und ein Schwert trägt und in Lorbeerzweige gehüllt ist. Die traurige Gestalt von Canada Bereft, auch bekannt als Mother Canada, ist eine Nationalallegorie der jungen Nation Kanada, die um ihre Toten trauert. Edna Moynihan diente als Modell, wobei die Statue selbst von dem Italiener Luigi Rigamonti gestaltet wurde. Die Statue, ein Verweis auf die traditionellen Bilder der Mater Dolorosa und in einem ähnlichen Stil wie Michelangelos Römischer Pietà, blickt nach Osten, d. h. in die Morgendämmerung des neuen Tages. Im Gegensatz zu den anderen Statuen auf dem Denkmal haben die Steinmetze aus einem einzigen 30 Tonnen schweren Steinblock Canada Bereft geformt. Die Statue ist das größte Einzelstück des Denkmals und dient als Mittelpunkt. Der Bereich vor dem Denkmal wurde in einen begrünten Raum verwandelt, den Allward als Amphitheater bezeichnete, das von der Vorderwand des Denkmals auf eine Entfernung von 270 Meter aufgefächert wurde, während die vom Kampf geprägte Landschaft um die Seiten und die Rückseite des Denkmals unberührt blieb.

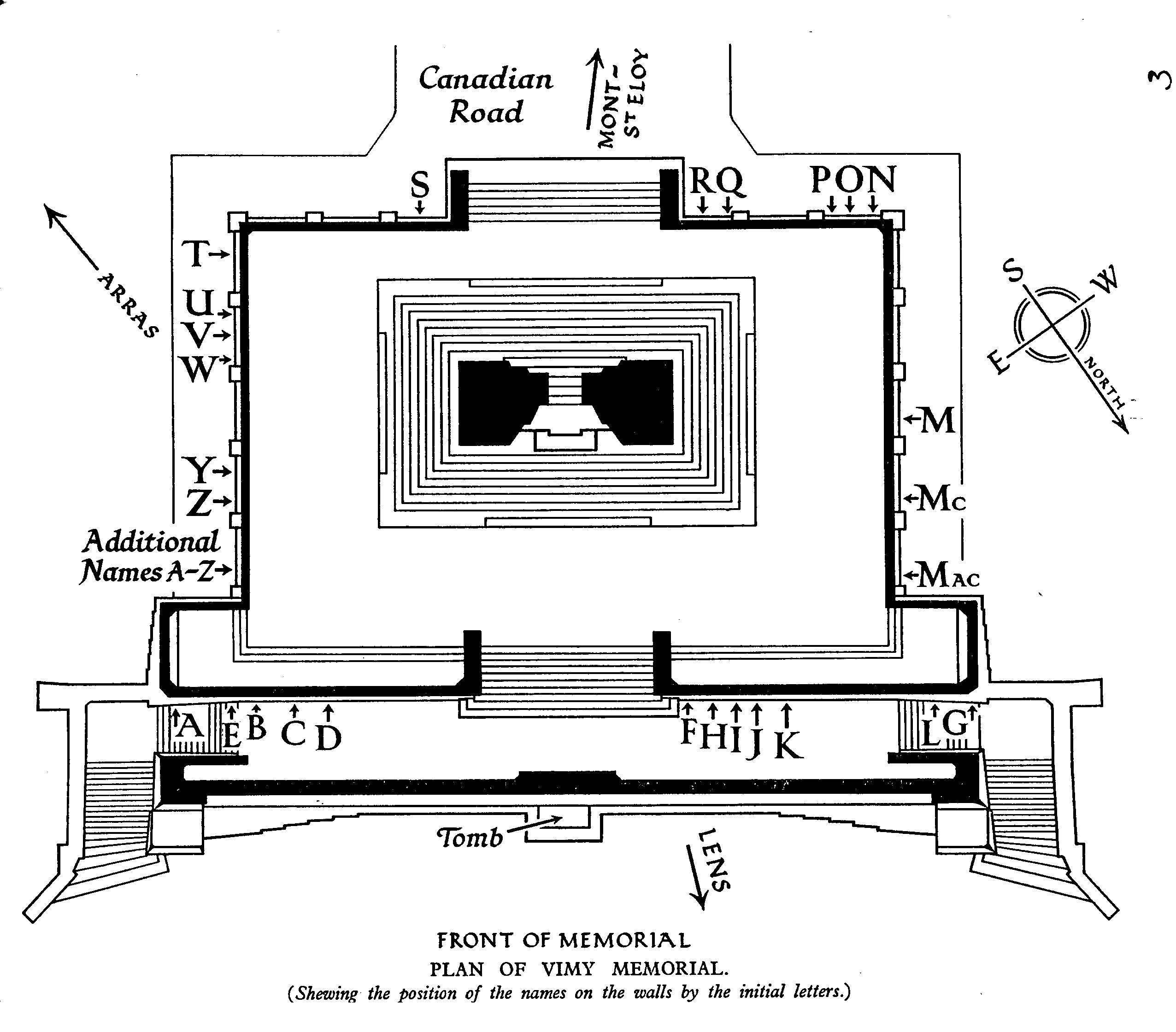
Schematische Darstellung des Vimy Memorials

Die Zwillingsmasten erheben sich bis zu einer Höhe von 30 Metern über der Steinplattform der Gedenkstätte; der eine trägt das Maple Leaf (Ahornblatt) für Kanada und der andere das Fleur-de-lis für Frankreich, und beide symbolisieren die Einheit und das Opfer der beiden Länder. An der Spitze der Pylone befindet sich eine Gruppierung von Figuren, die kollektiv als Chorus bekannt sind. Die ältesten Figuren repräsentieren Gerechtigkeit und Frieden. Frieden steht mit erhobener Fackel und ist damit der höchste Punkt in der Region. Das Paar hat einen ähnlichen Stil wie Allwards zuvor in Auftrag gegebene Statuen von Wahrheit und Gerechtigkeit, die sich auf der Außenseite des Obersten Gerichtshofes von Kanada in Ottawa befinden. Der Rest des Chorus befindet sich direkt unter den älteren Figuren: Glaube, Hoffnung und Wahrheit auf dem östlichen Pylon; und Ehre, Nächstenliebe und Wissen auf dem westlichen Pylon. Um diese Figuren herum befinden sich Schilde aus Kanada, Großbritannien und Frankreich. Große Kreuze zieren die Außenseite jedes Pylons. Am Fuße der Pylone befinden sich die Battle Honours der kanadischen Regimenter im Ersten Weltkrieg und eine Widmungsbotschaft zu Kanadas Kriegstoten in französischer und englischer Sprache. Der Geist des Opfers befindet sich an der Basis zwischen den beiden Pylonen. Darin blickt ein junger sterbender Soldat in kreuzigungsähnlicher Pose nach oben und übergibt seine Fackel einem Kameraden, was einen Verweis auf das Gedicht In Flanders Fields von John McCrae, darstellen soll.
Die Trauernden Eltern, eine männliche und eine weibliche Figur, liegen auf beiden Seiten der westlichen Treppe auf der Rückseite des Denkmals. Sie repräsentieren die trauernden Mütter und Väter der Nation und sind wahrscheinlich den vier Statuen von Michelangelo auf der Medici-Kapelle in Florenz nachempfunden. An der Außenwand des Denkmals sind die Namen der 11.285 in Frankreich getöteten Kanadier eingetragen, deren letzte Ruhestätte unbekannt ist. Die meisten Commonwealth War Graves Commission Memorials präsentieren die Namen der Kriegstoten in einem absteigenden Listenformat in einer Art und Weise, die Modifikationen erlaubt, wenn die sterbliche Überreste gefunden und identifiziert werden. Allward versuchte stattdessen, die Namen als nahtlose Liste darzustellen, und beschloss, dies zu tun, indem er die Namen in durchgehende Bänder, sowohl über vertikale als auch horizontale Nähte, um die Basis des Monuments herum einschrieb. Folglich war es nicht möglich, Gedenknamen zu entfernen, ohne die nahtlose Liste zu unterbrechen, und als Folge davon gibt es Personen, die sowohl ein bekanntes Grab haben, als auch auf der Gedenkstätte verzeichnet sind. Das Denkmal enthält die Namen von vier posthumen Empfängern des Victoria Cross: Robert Grierson Combe, Frederick Hobson, William Johnstone Milne und Robert Spall.

### Gedenkstätte für die Marokkanische Division

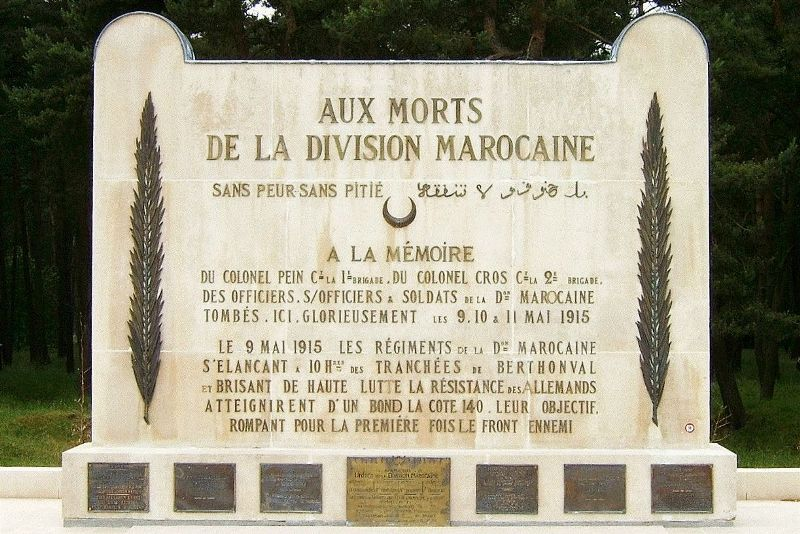
Das Denkmal für die marokkanische Division. Es trägt die Inschrift Aux Morts de la Division Marocaine, mit weiteren Widmungsbotschaften in französischer Sprache und einem Satz in arabischer Sprache.

Die Gedenkstätte der Marokkanischen Division ist den französischen und ausländischen Mitgliedern der Marokkanischen Division gewidmet, die während der Lorettoschlacht im Mai 1915 gefallen sind. Das Denkmal wurde von Veteranen der Division errichtet und am 14. Juni 1925 eingeweiht, nachdem es ohne Baugenehmigung errichtet worden war. Neben verschiedenen Gedenktafeln an der unteren Frontfassade der Gedenkstätte sind in der linken und rechten Eckansicht die Schlachten verzeichnet, an denen die Division teilnahm. Die Veteranen der Abteilung finanzierten im April 1987 die Installation einer Marmortafel, die die marokkanische Abteilung als einzige Abteilung identifizierte, in der alle untergeordneten Einheiten mit der Ehrenlegion ausgezeichnet worden waren.
Die marokkanische Division umfasste Einheiten unterschiedlicher Herkunft und obwohl der Name etwas anderes besagt, enthielt sie keine Einheiten, die aus Marokko stammten. Marokkaner gehörten zum Marschregiment der Fremdenlegion, das Tirailleurs und Zouaves hauptsächlich aus Tunesien und Algerien umfasste. Die französischen Legionäre kamen, wie eine auf dem Denkmal angebrachte Tafel bezeugt, aus 52 verschiedenen Ländern, darunter amerikanische, polnische, russische, italienische, griechische, deutsche, tschechische, schwedische und schweizerische Freiwillige, wie z. B. der Schriftsteller Blaise Cendrars.
In der Schlacht versuchte General Victor d’Urbal, Kommandant der französischen 10. Armee, die deutschen Positionen am Vimy Ridge und Notre Dame de Lorette zu erstürmen. Als der Angriff am 9. Mai 1915 begann, machte das französische XXXIII. Armeekorps bedeutende Gebietsgewinne. Die marokkanische Division, die Teil des XXXIII. Armeekorps war, zog schnell durch die deutschen Verteidigungsanlagen und rückte innerhalb von zwei Stunden in die deutsche Linien vor. Die Division schaffte es, die Höhe des Bergrückens zu nehmen, wobei kleine Gruppen sogar die andere Seite des Bergrückens erreichten, bevor sie sich mangels Verstärkung zurückzogen. Auch nach deutschen Gegenangriffen konnte die Division einen territorialen Gewinn von 2100 Metern halten. Die Division erlitt jedoch schwere Verluste. Unter denen, die in der Schlacht getötet wurden und an die die Gedenkstätte erinnert, waren auch die beiden Brigadekommandeure der Division.

### Grange Subway
Die Westfront des Ersten Weltkriegs umfasste ein umfangreiches System von unterirdischen Tunneln, Schienenverbindungen und Unterständen. Die Grange Subway ist ein Tunnelsystem, das ungefähr 800 Meter lang ist und einmal die Reserveleitungen mit der Frontlinie verbunden hat. Das erlaubte es den Soldaten, schnell, sicher und unsichtbar an die Front vorzurücken. Ein Teil dieses Tunnelsystems ist für die Öffentlichkeit im Rahmen von regelmäßigen Führungen zugänglich, die von kanadischen Studentenführern angeboten werden.
Der Arras-Vimy-Sektor war aufgrund der weichen, porösen, aber extrem stabilen Natur des kreidigen Untergrundes förderlich für den Tunnelvortrieb. Infolgedessen war die ausgeprägte Untergrund-Kriegsführung seit 1915 ein Merkmal dieses Sektors. In Vorbereitung auf die Schlacht von Vimy Ridge hoben fünf britische Tunnelbauabteilungen zwölf Untergrundbahnen entlang der Front des Kanadischen Korps aus, von denen die längste eine Länge von 1,2 km hatte. Die Tunnelbauer bauten die Untergrundbahnen in einer Tiefe von 10 Metern, um den Schutz vor großkalibrigen Panzerhaubitzen zu gewährleisten. Die Untergrundbahnen wurden oft mit einer Geschwindigkeit von vier Metern pro Tag gegraben und waren bis zu zwei Meter hoch und einen Meter breit. Dieses unterirdische Netz enthielt verdeckte Bahnlinien, Krankenhäuser, Gefechtsstände, Wasserreservoirs, Munitionslager, Mörser- und Maschinengewehrstellungen sowie Kommunikationszentralen.

### Lieutenant-Colonel Mike Watkins Memorial
In der Nähe der kanadischen Seite der restaurierten Gräben befindet sich eine kleine Gedenktafel, die Lieutenant-Colonel Mike Watkins gewidmet ist. Watkins war Leiter des 11 Explosive Ordnance Disposal Regiment RLC im Royal Logistic Corps, und ein führender britischer Experte für Munitions- und Bombenentschärfung. Im August 1998 starb er bei einem Dacheinsturz in der Nähe eines Tunneleingangs, während er eine detaillierte Untersuchung des britischen Tunnelsystems auf dem Gelände des kanadischen National Vimy Memorials durchführte. Watkins hatte schon zuvor im Tunnelsystem am Vimy Ridge aktiv gewesen, im selben Jahr nahm er an der erfolgreichen Entschärfung von 3 Tonnen Ammonal Sprengstoff unter einer Straßenkreuzung auf dem Gelände teil.

### Besucherzentrum
Die Gedenkstätte verfügt über ein Besucherzentrum mit kanadischen Studentenführern, das sieben Tage die Woche geöffnet ist. Während der Restaurierung wurde das ursprüngliche Besucherzentrum in der Nähe des Denkmals geschlossen und durch ein temporäres ersetzt. Das Besucherzentrum befindet sich jetzt in der Nähe der erhaltenen vorderen Grabenlinie und vieler der Krater, die während des Krieges durch den Untertagebau entstanden sind und in der Nähe des Eingangs der Grange Subway. Das neue pädagogische Besucherzentrums wurde zum 100. Jahrestages der Schlacht eröffnet. Das Besucherzentrum ist ein Public-private partnership zwischen der Regierung und der Vimy Foundation und kostete etwa 10 Millionen kanadische Dollar. Um Mittel zu sammeln, hat die Vimy Foundation den Sponsoren Namensrechte in verschiedenen Hallen des Besucherzentrums gewährt, ein Ansatz, der aufgrund der Tatsache, dass es sich um einen Gedenkpark handelt, auf Kontroversen gestoßen ist.

## Soziokultureller Einfluss

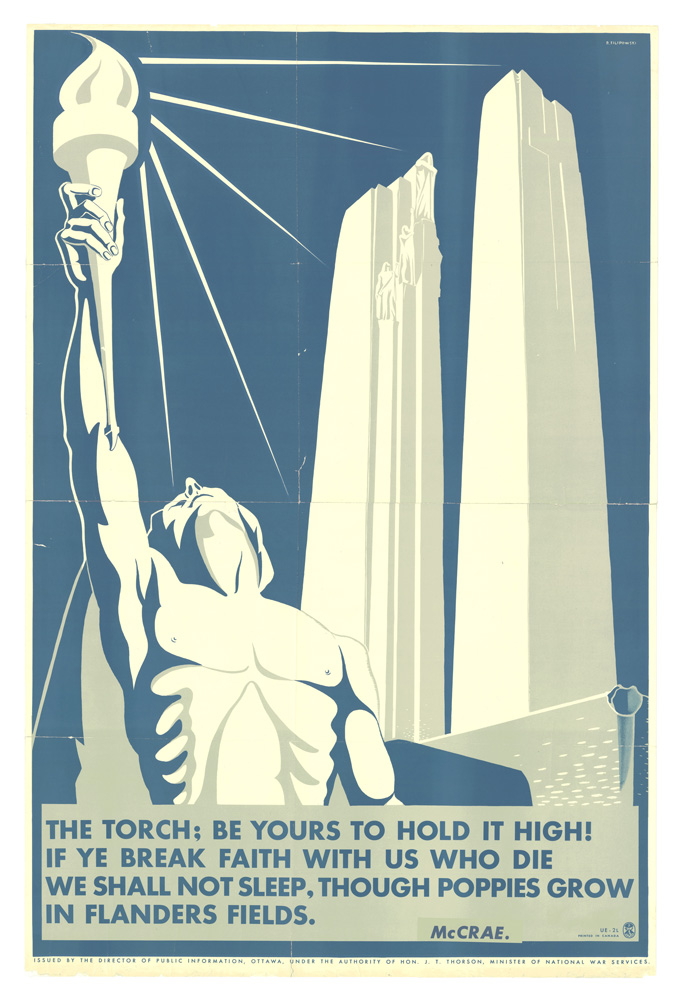
The Vimy Denkmal auf einem kanadischen Rekrutierungsplakat im Zweiten Weltkrieg

Das kanadische National Vimy Memorial hat eine große soziokulturelle Bedeutung für Kanada. Die Auffassung, dass Kanadas nationale Identität und Nationalität aus der Schlacht von Vimy Ridge hervorgegangen ist, wird in der militärischen und allgemeinen Geschichtsschreibung Kanadas weitgehend geteilt. Die Historikerin Denise Thomson schlägt vor, dass der Bau des Vimy-Denkmals den Höhepunkt eines zunehmend selbstbewussten Nationalismus darstellt, der sich in Kanada während der Zwischenkriegszeit entwickelte. Hucker schlägt vor, dass das Denkmal über die Schlacht von Vimy Ridge hinausgeht und nun als bleibendes Bild des gesamten Ersten Weltkriegs dient, während es die enormen Auswirkungen des Krieges im Allgemeinen zum Ausdruck bringt, und auch der Ansicht ist, dass das Restaurierungsprojekt 2005 als Beweis für die Entschlossenheit einer neuen Generation dient, sich an Kanadas Beitrag und Opfer während des Ersten Weltkriegs zu erinnern.
Das Historic Sites and Monuments Board of Canada erkannte die Bedeutung der Gedenkstätte, indem es seine Bezeichnung als einer der National Historic Sites of Canada empfahl; sie erhielt 1996 die entsprechende Anerkennung und ist einer von nur zwei außerhalb Kanadas. Die Erinnerung hat auch andere Formen angenommen: die Vimy Foundation, die gegründet wurde, um Kanadas Erbe des Ersten Weltkriegs zu bewahren und zu fördern, das durch den Sieg in der Schlacht von Vimy Ridge symbolisiert wird, und Vimy Ridge Day, um der Toten und Verletzten während der Schlacht zu gedenken.
Die Gedenkstätte ist nicht ohne Kritiker. Alana Vincent hat argumentiert, dass die Bestandteile des Denkmals in Konflikt stehen, und deshalb ist die Botschaft, die das Denkmal vermittelt, nicht einheitlich. Visuell argumentiert Vincent, dass es eine Dichotomie zwischen der triumphalen Pose der Figuren an der Spitze der Pylone und der Trauerhaltung dieser Figuren an der Basis gibt. Textlich argumentiert sie, dass der Inschriftentext, der den Sieg in der Schlacht von Vimy Ridge feiert, einen ganz anderen Ton anschlägt als die Namensliste der Vermissten am Fuße des Denkmals.

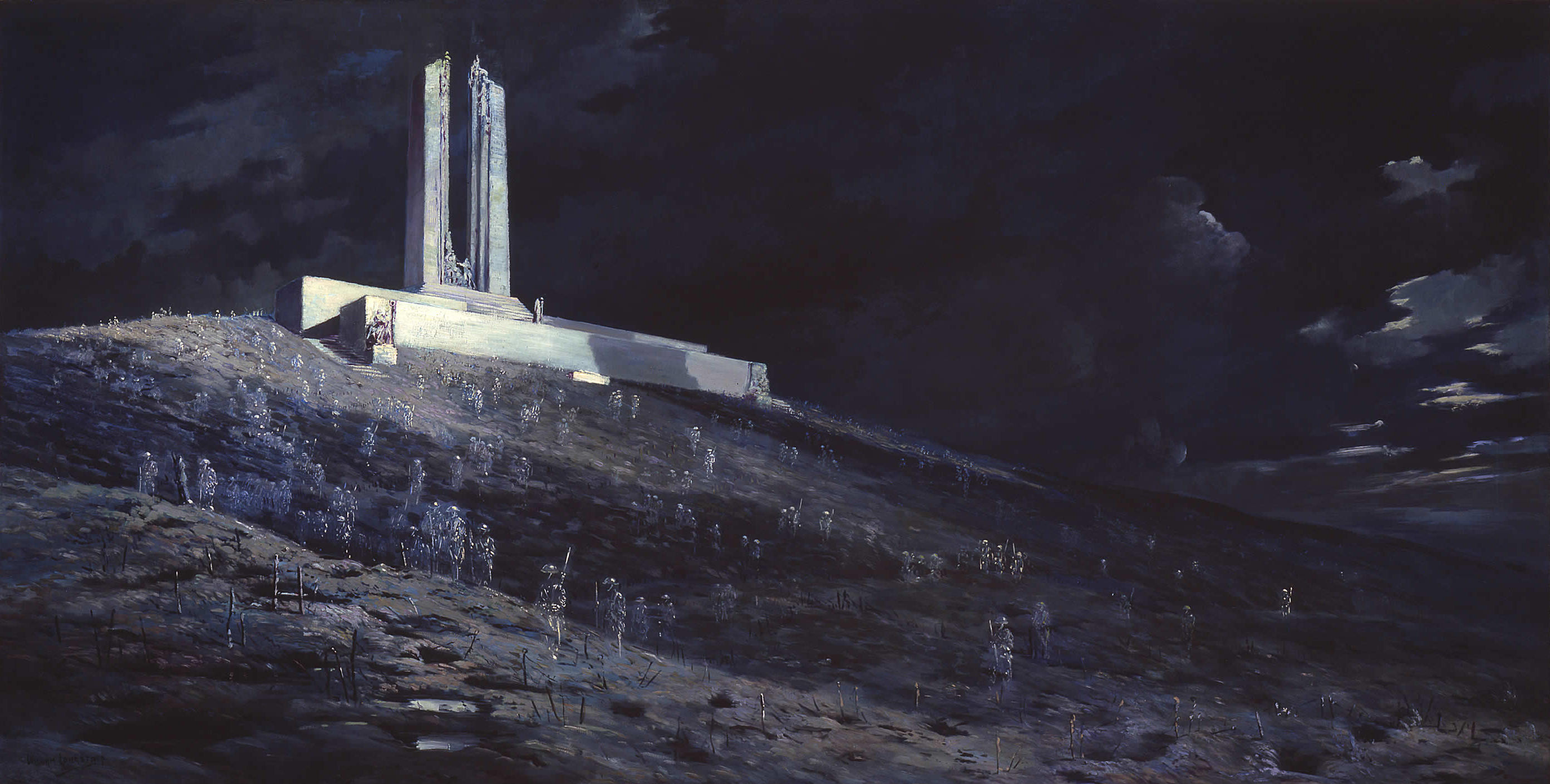
Ghosts of Vimy Ridge von Will Longstaff

Die Gedenkstätte ist regelmäßig Gegenstand oder Inspiration anderer künstlerischer Projekte. 1931 malte Will Longstaff das Bild Ghosts of Vimy Ridge, das Gespenster von Männern des kanadischen Corps auf dem Vimy Ridge um das Denkmal herum darstellen, obwohl das Denkmal noch einige Jahre von der Fertigstellung entfernt war. Das Denkmal war sowohl in Frankreich als auch in Kanada Gegenstand von Briefmarken, darunter eine französische Serie von 1936 und eine kanadische Serie zum 50. Jahrestag des Waffenstillstands 1918. Der unbekannte Soldat für ein kanadisches Grabmal des unbekannten Soldaten wurde aus einem Friedhof in der Nähe des kanadischen Nationaldenkmals Vimy ausgewählt, und der Entwurf des kanadischen Grabmals des unbekannten Soldaten basiert auf dem Steinsarkophag an der Basis des Vimy-Denkmals. Das Never Forgotten National Memorial sollte eine 24 Meter hohe Statue sein, die von der Canada Bereft-Statue auf dem Denkmal inspiriert wurde, bevor das Projekt im Februar 2016 abgesagt wurde. Ein kanadischer historischer Roman („Die Steinbildhauer“) von Jane Urquhart bezieht die Charaktere in den Entwurf und die Gestaltung des Denkmals ein. Im Jahr 2007 war das Denkmal in der Auswahl für die sogenannten Seven Wonders of Canada. Die Royal Canadian Mint veröffentlichte mehrmals Gedenkmünzen mit dem Denkmal, darunter 2002 eine 5-Cent-Silbermünze und 2007 eine 30-Dollar-Sterlingsilbermünze. Die Opfermedaille, eine kanadische Auszeichnung aus dem Jahre 2008 zeigt das Bild von Mutter Kanada auf der Rückseite der Medaille. Ein permanentes Basrelief skulptiertes Bild der Gedenkstätte wird in der Galerie des großen Saals der französischen Botschaft in Kanada präsentiert, um die engen Beziehungen zwischen den beiden Ländern zu symbolisieren. Das Denkmal ist auf der Vorderseite und Rückseite der sogenannten Frontier Series abgebildet, eine kanadische Zwanzig-Dollar-Banknote, die von der Bank of Canada am 7. November 2012 herausgegeben wurde.

## UNESCO-Weltkulturerbe
Als Grab- und Gedenkstätte des Ersten Weltkriegs gehört das „Canadian National Vimy Memorial“ seit 2023 zum UNESCO-Welterbe in Frankreich.